# 元保倉村
元保倉村（もとほくらむら）は、かつて新潟県東頸城郡にあった村。

## 沿革
- 1889年（明治22年）4月1日 - 町村制施行に伴い東頸城郡牛ケ鼻村、菖蒲村が合併し、元保倉村が発足。
- 1901年（明治34年）11月1日 - 東頸城郡大島村、仁上村と合併し、大島村を新設して消滅。